# Sinna Mann

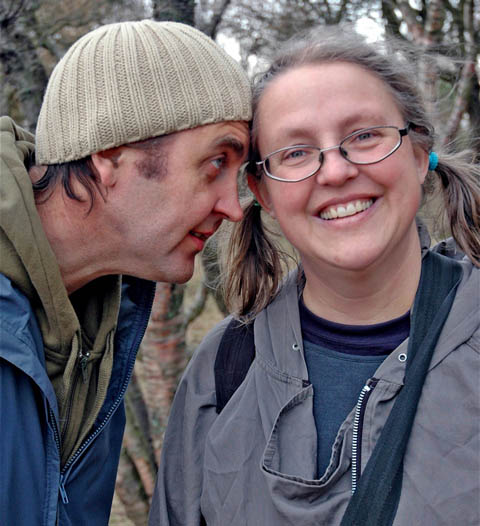
Gro Dahle und Svein Nyhus (2005)

Sinna Mann (Bösemann) ist ein norwegisches Bilderbuch, das von Gro Dahle geschrieben und von Svein Nyhus illustriert wurde. Das Buch erschien 2003 bei dem norwegischen Verlag J.W. Cappelens Forlag, seit 2009 im Auftrag von Cappelen Damm, dem 2007 neu gegründeten Nachfolger der Verlage J.W. Cappelens Forlag und N.W. Damm & Søn.

## Inhalt

### Handlung
„Boj hört. Etwas ist im Wohnzimmer. Es ist Papa“. Plötzlich jedoch ist Papa nicht mehr da. Der Blick verhärtet sich, und der kleine Boj weiß augenblicklich, was passiert: Auf dem Rücken des Vaters klettert Bösemann empor und bemächtigt sich jener Person, die ihm Liebe und Zuneigung entgegenbringen sollte. 
Das Kinderbuch Sinna Mann handelt von dem 6-jährigen Jungen Boj, der zusammen mit seiner Mutter unter den Gewaltausbrüchen des Vaters leidet. Das Buch von Gro Dahle beschreibt die Unsicherheiten, Unruhen und die Spannung, wenn sich der liebevolle Vater in der Familie verändert und zum „Bösemann“ wird. Hat Bösemann erst einmal Besitz ergriffen, halten ihn weder Türen noch Tränen auf. Bojs Vater wird gewalttätig, und er wird zum Opfer seiner eigenen Aggressionen. Der kleine Junge wird auf sein Zimmer geschickt, der mütterliche Schutzinstinkt ist schon längst zu einer Routine geworden, um die Situation zumindest für das Kind zu entschärfen. Doch die Wände können das Geschehen nicht verbergen. Die Sicherheit, die das Zuhause geben soll, ist längst verschwunden. Bösemann lauert überall – immer bereit, zum Sprung auf den Vater anzusetzen. Erst im Freien löst sich die erdrückende Enge des Hauses auf. Boj trifft Menschen, die ihm helfen können. Fernab von den Fängen des Bösemann sind die Gedanken klarer, ein kleiner Hund und ein König entpuppen sich als Bojs engste Verbündete. 

### Hintergrund
Sinna Mann wurde im Auftrag der Familientherapeutin Øivind Aschjem und der Stiftung Alternativ til Vold als Vorlesebuch für kleine und große Kinder geschrieben, die unter häuslicher Gewalt leiden oder Zeugen von Gewalt sind. 
Nach der Veröffentlichung gab es eine große Medienaufmerksamkeit in Norwegen. Die Reaktionen auf das Buch waren unterschiedlich. Viele waren der Meinung, das Kinderbuch sei durch Thema und Form zu hart für Kinder, andere sahen in dem Buch eine gute Möglichkeit, das brisante Thema der häuslichen Gewalt zu vermitteln. Die intensive poetische Sprache mit vielen Wiederholungen und Metaphern sowie die großen, expressiven Bilder sind charakteristisch für den Stil von Gro Dahle und Svein Nyhus.

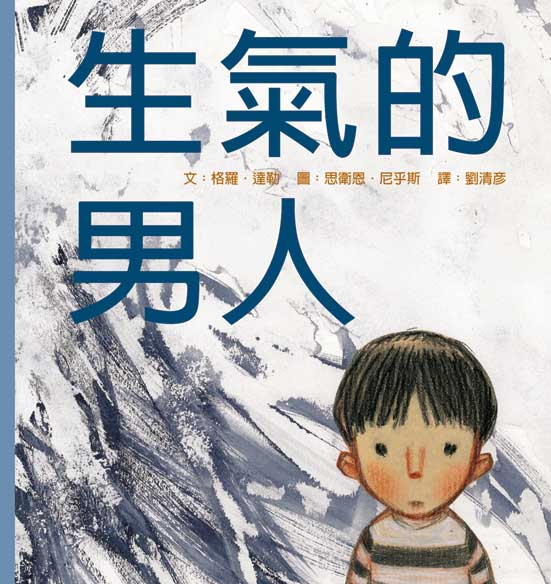
Cover der chinesischen Ausgabe von Sinna Mann (Taiwan 2005)

Sinna Mann wurde erstmals 2003 herausgegeben, eine neue Auflage erschien 2009. Das Buch wurde in folgende Sprachen übersetzt: Chinesisch (herausgegeben in Taiwan als 生气的男人, 2005), Schwedisch (Den Arge, 2009), Isländisch (Illi kall, 2010), Dänisch (Vrede mand, 2011), Japanisch (パパと怒り鬼, 2011), Serbisch (Љутити човек, 2012) und Polnisch (Zły Pan, 2013).
Sinna Mann wurde für die Literaturauszeichnungen Kritikerprisen und Årets vakreste bok nominiert. Den Preis des Kultur- und Kirchenministeriums für Kinder- und Jugendliteratur in der Kategorie Bilderbuch (Kulturdepartementets bildebokpris) erhielt Sinna Mann 2003.

„«Sinna Mann», mit Text von Gro Dahle und Illustrationen von Svein Nyhus, ist ein starkes emotionales Erlebnis!

Das Bilderbuch des Jahres ohne Zweifel! Für Erwachsene oder Kinder? Ich weiß nicht. Es muss mit Behutsamkeit gelesen werden.“

## Deutsche Übersetzung
Bösemann erschien in der Übersetzung durch Christel Hildebrandt im März 2019 im NordSüd Verlag.

## Auszeichnung
Gro Dahle, Svein Nyhus und die Übersetzerin Christel Hildebrandt wurden 2019 für Bösemann mit der Silbernen Feder des Deutschen Ärztinnenbundes ausgezeichnet.

## Sonstiges
Das Buch Sinna Mann von Gro Dahle diente als Vorlage für den gleichnamigen Animationsfilm von Anita Killi, welcher 2009 seine Premiere feierte und zahlreiche Auszeichnungen erhielt.